# Bohrschiff

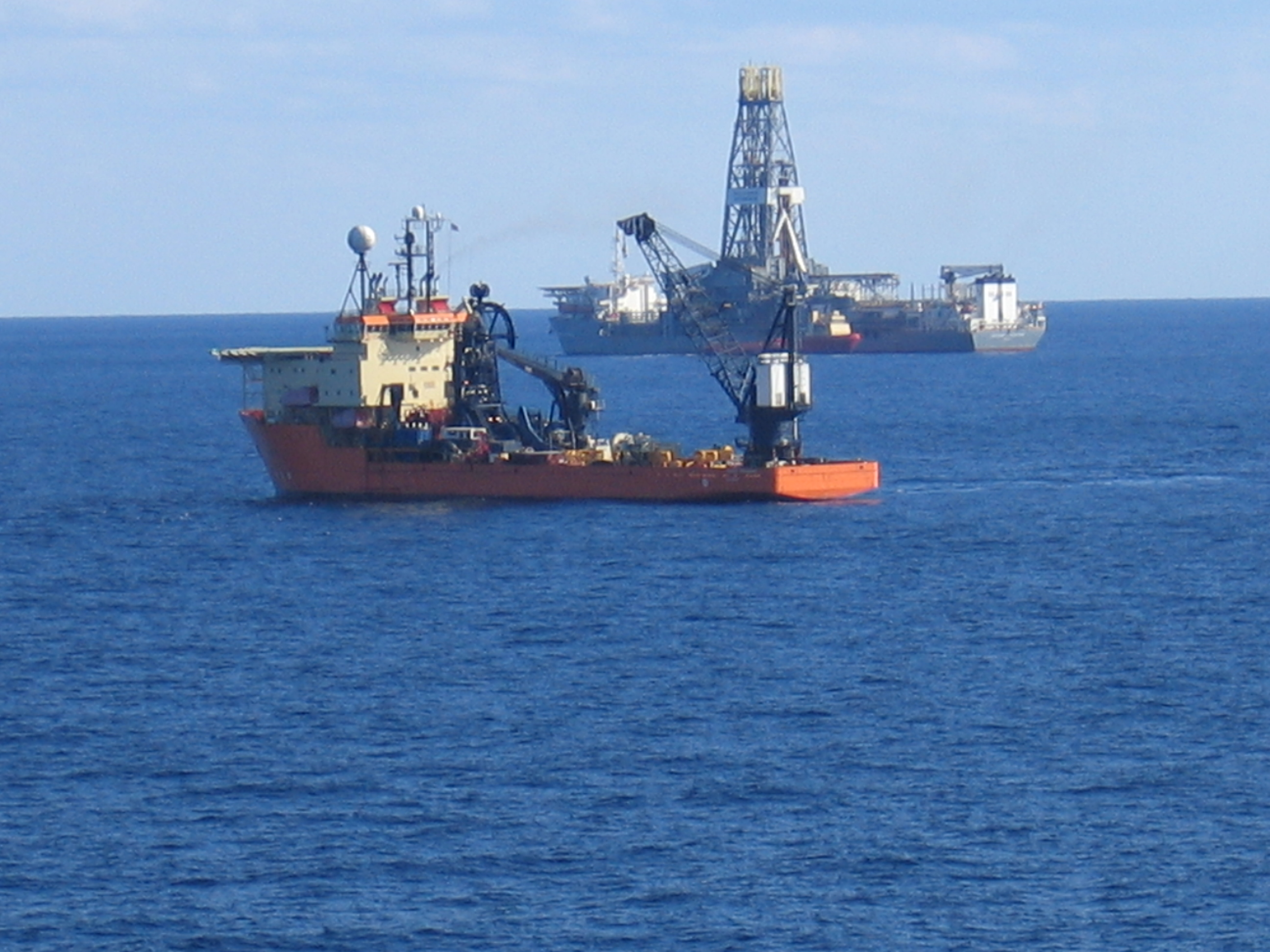
Versorgungsschiff vor einem Bohrschiff

Bohrschiffe (engl. Drillships) sind mobile Bohrstationen, die es ermöglichen, an Positionen, an denen normale Bohrinseln nicht befestigt werden können, Bohrungen bis zu einer Bohrtiefe von über 10.000 Metern durchzuführen.
Durch Einsatz von schwenkbaren Impellern oder Bug- und Heckstrahlrudern sowie Navigationssystemen – normalerweise ergänzt durch ein System zur dynamischen Positionierung (DPS) mit Unterstützung eines Differential Global Positioning System (DGPS) – kann das Schiff so manövrieren, dass es, trotz Strömung und Seegang, über der Bohrstelle in Position gehalten werden kann. Bohrschiffe werden häufig auch für Forschungszwecke verwendet.
Zu den weltweit größten Bohrschiffen gehören die 2009 und 2010 in Dienst gestellten Schiffe der Enterprise-Klasse von Transocean. Die 255 Meter langen und 38 Meter breiten Schiffe sind für Wassertiefen bis 3.658 Meter (12.000 Fuß) konzipiert und erreichen eine Bohrtiefe von 12,2 km. In derselben Größenklasse ist auch die P10.000-Klasse von GustoMSC angesiedelt.